# Городновский сельсовет
Городно́вский сельсове́т — сельское поселение в Железногорском районе Курской области России.
Административный центр — деревня Городное.

## География
Городновский сельсовет расположен в северо-восточной части Железногорского района. С северной стороны граничит с Волковским сельсоветом, с восточной — с Орловской областью, с южной — с Копенским и Андросовским сельсоветами, с западной — с муниципальным образованием «Город Железногорск».

## История
Образован в первые годы советской власти в составе Большебобровской волости Дмитровского уезда Орловской губернии. С 1923 года в составе Волковской волости. Изначально административным центром сельсовета была д. Городное, однако к 1926 году центр сельсовета был перенесён в с. Большебоброво. В 1926 году в состав сельсовета входило 15 населённых пунктов: х. Александровский, совхоз Боброво, с. Большебоброво, д. Городное, п. Загородный, д. Коровино, п. Лев-Толстовский, п. Лески, Лесная Сторожка, лесная сторожка Городище, Городищенская Лесоразработка, х. Сизова, п. Сафрошинский, д. Тишимля, п. Трубачи. В 1-й половине 1930-х годов Городновский сельсовет вошёл в состав Большебобровского сельсовета.
Восстановлен 27 февраля 1986 года путём раздела Большебобровского сельсовета на Городновский и Копёнский. 20 ноября 1986 года были упразднены посёлки Новоандреевский, Сергеевский и Смирновский, располагавшиеся на территории сельсовета.
Статус и границы сельского поселения установлены Законом Курской области от 21 октября 2004 года № 48-ЗКО «О муниципальных образованиях Курской области».
Законом Курской области № 76-ЗКО от 26 октября 2017 года к Городновскому сельсовету был присоединён Копёнский сельсовет.

## Население
| 2002 | 2010 | 2012 | 2013 | 2014 | 2015 | 2016 |
| ---- | ---- | ---- | ---- | ---- | ---- | ---- |
| 383  | ↘332 | ↗334 | ↘324 | ↘305 | ↘302 | ↘291 |
| 2017 | 2018 | 2019 | 2020 | 2021 |      |      |
| ↘272 | ↗640 | ↘614 | ↘603 | ↘588 |      |      |

## Состав сельского поселения
| № | Населённый пункт | Тип населённого пункта          | Население |
| - | ---------------- | ------------------------------- | --------- |
| 1 | Богатырёвский    | посёлок                         | ↘9        |
| 2 | Большебоброво    | село                            | ↘65       |
| 3 | Городное         | деревня, административный центр | ↘304      |
| 4 | Копёнки          | деревня                         | ↘375      |
| 5 | Коровино         | деревня                         | →23       |
| 6 | Сафрошинский     | посёлок                         | ↘18       |

### Упразднённые населённые пункты
| № | Населённый пункт | Тип населённого пункта |
| - | ---------------- | ---------------------- |
| 1 | Новоандреевский  | посёлок                |
| 2 | Сергеевский      | посёлок                |
| 3 | Смирновский      | посёлок                |

## Местное самоуправление
- Азаров Федор Сергеевич (26 апреля 1986—1987)
- Копылов Владимир Михайлович (1987—1990)
- Куликов Алексей Алексеевич (1990 — 7 апреля 1994)
- Лилякова Надежда Васильевна (8 апреля 1994 — 2 августа 1996)
- Илюшин Михаил Николаевич (5 июля 1997 — 18 декабря 1999)
- Ляпина Валентина Викторовна (19 декабря 1999 — 13 марта 2008)
- Чистяков Юрий Николаевич (14 марта 2008 — 10 июня 2009)
- Троянов Александр Николаевич (19 октября 2009 — настоящее время)